# Примогенов Олег Борисович
Оле́г Бори́сович Примоге́нов (нар. 16 січня 1955, Львів, Українська РСР) — український актор театру і кіно, викладач, режисер, автор пісень, співак. Член Національної Спілки кінематографістів України. Член Національної спілки театральних діячів України.

## Життєпис
Народився у Львові. Певний час з батьками жив у Гомелі. Закінчив Київський державний інститут театрального мистецтва імені Івана Карпенка-Карого. Працює там же викладачем акторської майстерності.
Брав участь у постановках спектаклів київського академічного театру «Колесо», Дикого театру. Був задіяний у створенні театром КРОТ епатажних спектаклів «Павлік Морозов», «Сни Васіліси Єгоровни» та опери "Звірі" за творами Леся Подерв'янського. У виставі «Буна» Києво-Могилянського театрального центру «Пасіка» зіграв авторитарну літню жінку — голову сім'ї.
Серед найпомітніших кіноробіт: «Про шалене кохання, Снайпера і Космонавта», «Будемо жити», «Чорна рада», «Залізна сотня», «ТойХтоПройшовКрізьВогонь», «Іван Сила», «Креденс», «Поводир». Крім того, брав участь у зйомках великої кількості інших українських та російських кінофільмів та телесеріалів.

## Фільмографія
| Рік       |    | Українська назва                          | Оригінальна назва                          | Роль                                |
| --------- | -- | ----------------------------------------- | ------------------------------------------ | ----------------------------------- |
| 1989      | кф | Інший                                     | Иной                                       |                                     |
| 1993      | ф  | Я той, хто є…                             | Я тот, кто есть...                         |                                     |
| 1992      | ф  | Про шалене кохання, Снайпера і Космонавта | Про безумную любовь, Снайпера и Космонавта |                                     |
| 1993      | ф  | Зефір в шоколаді                          | Зефир в шоколаде                           | епізод                              |
| 1994      | ф  | Викуп                                     | Выкуп                                      | епізод                              |
| 1994      | ф  | Геть сором!                               |                                            | Бикун, чоловік Уляни                |
| 1994      | ф  | Співачка Жозефіна та мишачий народ        | Josephine, the Singer and Mice People      |                                     |
| 1994      | кф | Російський народний трилер                | Российский народный триллер                |                                     |
| 1995      | ф  | Страчені світанки                         |                                            | майор                               |
| 1996      | ф  | Операція «Контракт»                       |                                            | Сєва                                |
| 1998      | ф  | Два місяці, три сонця                     | Два месяца, три солнца                     | Максименко                          |
| 1998      | ф  | Дві Юлії                                  | Две Юлии                                   |                                     |
| 1999      | с  | День народження Буржуя                    | День рождения Буржуя                       | епізод                              |
| 1999      | ф  | Поет і княжна                             |                                            | Карл Брюлов                         |
| 2000      | ф  | Усім привіт!                              |                                            | Веніамін                            |
| 2000      | ф  | Нескорений                                |                                            | агент МГБ Прима                     |
| 2000      | ф  | Чорна рада                                |                                            | козак на бенкеті                    |
| 2001      | с  | Слід перевертня                           | След оборотня                              | епізод                              |
| 2002      | кф | Невелика подорож на великій каруселі      |                                            |                                     |
| 2002      | с  | Право на захист                           | Право на защиту                            | капітан міліції                     |
| 2003      | ф  | 12 копійок                                | 12 копеек                                  |                                     |
| 2003      | с  | Весела компанія                           | Весёлая компания                           | кандидат                            |
| 2003      | с  | Завтра буде завтра                        | Завтра будет завтра                        | епізод                              |
| 2003      | с  | Леді Мер                                  | Леди Мэр                                   | епізод                              |
| 2004      | ф  | Залізна сотня                             |                                            | Сова                                |
| 2004      | с  | Російські ліки                            | Русское лекарство                          | епізод                              |
| 2005      | с  | Дякую тобі за все                         | За всё тебя благодарю                      | епізод                              |
| 2005      | с  | Золоті хлопці                             | Золотые парни                              | епізод                              |
| 2005      | с  | Зцілення коханням                         | Исцеление любовью                          | епізод                              |
| 2005      | ф  | Міф про ідеального чоловіка               | Миф о идеальном мужчине                    | Бойко                               |
| 2005      | ф  | На білому катері                          | На белом катере                            | конкретний в СІЗО                   |
| 2005      | с  | Навіжена                                  | Сумасбродка                                | капітан Бочкарьов                   |
| 2006      | с  | Вовчиця                                   | Волчица                                    | епізод                              |
| 2006      | с  | Міський романс                            | Городской романс                           | епізод                              |
| 2006      | с  | Дев'ять життів Нестора Махна              | Девять жизней Нестора Махно                | Льова Задов                         |
| 2006      | с  | Дурдом                                    | Дурдом                                     | пацієнт «Мовчун»                    |
| 2006      | с  | Дякую тобі за все-2                       | За всё тебя благодарю-2                    | Кулаков                             |
| 2006      | ф  | Про це краще не знати                     | Об этом лучше не знать                     | співробітник каналу                 |
| 2006      | ф  | Пригоди Вєрки Сердючки                    | Приключения Верки Сердючки                 | вчитель фізкультури                 |
| 2006      | с  | П'ять хвилин до метро                     | Пять минут до метро                        | слідчий                             |
| 2006      | ф  | Саквояж зі світлим майбутнім              | Саквояж со светлым будущим                 | Борис Головко                       |
| 2006—2007 | с  | Янгол-охоронець                           |                                            | лікар Володимир                     |
| 2007      | ф  | Неземний                                  | Внеземной                                  | водій крана                         |
| 2007      | ф  | Прощена неділя                            | Прощённое воскресенье                      | епізод                              |
| 2007      | ф  | Російський трикутник                      | Русский треугольник                        |                                     |
| 2007      | с  | Секунда до…                               | Секунда до…                                | батько Антона                       |
| 2007      | с  | Серцю не накажеш                          | Сердцу не прикажешь                        | епізод                              |
| 2007      | ф  | Вбивство у зимовій Ялті                   |                                            |                                     |
| 2008      | ф  | Донечко моя                               | Доченька моя                               | лікар Сергій Степанович             |
| 2008      | ф  | Карасі                                    | Караси                                     | лікар (епізод)                      |
| 2008      | ф  | Червоний лотос                            | Красный лотос                              | Герман Горохов                      |
| 2008      | ф  | Кохання на асфальті                       | Любовь на асфальте                         | сусід Петро                         |
| 2008      | ф  | Несамотні                                 | Неодинокие                                 | Вася Заболотний                     |
| 2008      | ф  | Право на Надію                            | Право на Надежду                           | Павло, батько Христини              |
| 2008      | ф  | Реквієм для свідка                        | Реквием для свидетеля                      | Альберт Сухоруков                   |
| 2008      | ф  | Роман вихідного дня                       | Роман выходного дня                        | слідчий Петров                      |
| 2008      | ф  | Тривожна відпустка адвоката Ларіної       | Тревожный отпуск адвоката Лариной          | майор Гуляєв                        |
| 2008      | с  | Хороші хлопці                             | Хорошие парни                              | епізод                              |
| 2009      | ф  | Блондинка в нокауті                       | Блондинка в нокауте                        |                                     |
| 2009      | с  | Повернення Мухтара-5                      | Возвращение Мухтара-5                      | замовник Федір Добров               |
| 2009      | ф  | Вихід                                     | Выход                                      | генерал                             |
| 2009      | ф  | Лабіринти брехні                          | Лабиринты лжи                              | головний лікар                      |
| 2009      | ф  | Втеча з «Нового життя»                    | Побег с «Новой жизни»                      | офіцер-вихователь Комар             |
| 2009      | с  | По закону                                 | По закону                                  | Михайло Стрельніков                 |
| 2009      | с  | Викрадення богині                         | Похищение богини                           | бандит Скуратов                     |
| 2009      | с  | Правила угону                             | Правила угона                              | Палич                               |
| 2009      | с  | За загадкових обставин                    | При загадочных обстоятельствах             | носильник Олег                      |
| 2009      | ф  | Горобини грона червоні                    | Рябины гроздья алые                        | міліціонер                          |
| 2009      | с  | Свати-2                                   | Сваты-2                                    | сусід Дмитро Михайлович             |
| 2009      | ф  | Чорта з два                               | Чёрта с два                                | Микола Коготь                       |
| 2010      | с  | 1942                                      | 1942                                       | майор Тимофєєв                      |
| 2010      | с  | Брат за брата                             | Брат за брата                              | Равінський                          |
| 2010      | с  | Віра, Надія, Любов                        | Вера, Надежда, Любовь                      | Арсеній, сусід Строєвих             |
| 2010      | с  | Попелюшка з причепом                      | Золушка с прицепом                         | Степан                              |
| 2010      | ф  | Коли на південь відлетять журавлі         | Когда на юг улетят журавли                 | слідчий Кравченко                   |
| 2010      | ф  | Правдива історія про Червоні вітрила      | Правдивая история об Алых парусах          |                                     |
| 2011      | ф  | Арифметика підступності                   | Арифметика подлости                        | тренер Кості                        |
| 2011      | ф  | Бабине літо                               | Бабье лето                                 | слідчий Іван                        |
| 2011      | с  | Балада про Бомбера                        | Баллада о Бомбере                          | Олексій Пархоменко                  |
| 2011      | ф  | Биття серця                               | Биение сердца                              | водій КАМАЗа                        |
| 2011      | с  | Повернення Мухтара-7                      | Возвращение Мухтара-7                      | Мєдніков                            |
| 2011      | ф  | Доставити за будь-яку ціну                | Доставить любой ценой                      | завгосп Желєзняк                    |
| 2011      | с  | Здрастуй, мамо!                           | Здравствуй, мама!                          | Степан                              |
| 2011      | с  | Костоправ                                 | Костоправ                                  | пацієнт Микола Лаптєв               |
| 2011      | с  | Ластівчине гніздо                         | Ласточкино гнездо                          | дезинфектор                         |
| 2011      | ф  | Медове кохання                            | Медовая любовь                             | автомеханік Петро                   |
| 2011      | ф  | Павутинка бабиного літа                   | Паутинка бабьего лета                      | далекобійник Микола                 |
| 2011      | с  | Пончик Люся                               | Пончик Люся                                | авторитет Богдан                    |
| 2011      | ф  | ТойХтоПройшовКрізьВогонь                  |                                            | Наскрізний                          |
| 2011      | ф  | Чемпіони з підворіття                     | Чемпионы из подворотни                     | епізод                              |
| 2011      | с  | Лють                                      | Ярость                                     | полковник ФСБ Єгоров                |
| 2011      | с  | Я тебе ніколи не забуду                   | Я тебя никогда не забуду                   | Мирон                               |
| 2012      | кф | Ескімо                                    | Эскимо                                     |                                     |
| 2012      | ф  | Це моя собака                             | Это моя собака                             | собаколов                           |
| 2012      | с  | Захисниця                                 | Защитница                                  | черговий Ферзюк                     |
| 2012      | с  | Лист очікування                           | Лист ожидания                              | лікар Веніамін Семенович            |
| 2012      | с  | Особисте життя слідчого Савельєва         | Личная жизнь следователя Савельева         | Георгій Корнєєв                     |
| 2012      | ф  | Любов зі зброєю                           | Любовь с оружием                           | Федір                               |
| 2012      | ф  | Перевертень в погонах                     | Оборотень в погонах                        | полковник Ковальов                  |
| 2012      | с  | Порох та дріб                             | Порох и дробь                              | Вахтанг                             |
| 2012      | с  | Синдром дракона                           | Синдром дракона                            | баяніст-інвалід                     |
| 2012      | ф  | Стьопка                                   | Стёпка                                     | батя                                |
| 2012      | ф  | Щасливий квиток                           | Счастливый билет                           | працівник кладовища                 |
| 2013      | с  | Агент                                     | Агент                                      | фальшивомонетник Цапа               |
| 2013      | ф  | Без права на вибір                        | Без права на выбор                         | Тарас, батько Льохи                 |
| 2013      | ф  | Два Івани                                 | Два Ивана                                  | працівник зоопарку                  |
| 2013      | ф  | Іван Сила                                 |                                            | епізод                              |
| 2013      | ф  | Креденс                                   |                                            | суддя Сволоков                      |
| 2013      | ф  | Любов з випробувальним терміном           | Любовь с испытательным сроком              | безхатченко Григорій                |
| 2013      | ф  | Метелики                                  | Мотыльки                                   | моряк, батько дівчини               |
| 2013      | ф  | Поводир                                   |                                            | Микола Ситник                       |
| 2013      | ф  | Птах у клітці                             | Птица в клетке                             | Ваня Іванов                         |
| 2013      | ф  | Я – Ангіна!                               | Я – Ангина!                                | Григорій (Солома)                   |
| 2013      | ф  | Я буду чекати на тебе завжди              | Я буду ждать тебя всегда                   | Павло                               |
| 2014      | с  | Білі вовки-2                              | Белые волки-2                              |                                     |
| 2014      | ф  | Коли настане світанок                     | Когда наступит рассвет                     | епізод                              |
| 2014      | ф  | Чоловік на годину                         | Муж на час                                 | авторитет Ворон                     |
| 2014      | ф  | Смертельно живий                          |                                            |                                     |
| 2014      | с  | Поки станиця спить                        | Пока станица спит                          | Іларіон Грушин                      |
| 2014      | с  | Швидка допомога                           | Скорая помощь                              | Степан Погосов                      |
| 2014      | с  | Впізнай мене, якщо зможеш                 | Узнай меня, если сможешь                   | майор Ломакін                       |
| 2015      | с  | Останній москаль                          | Останній москаль                           |                                     |
| 2016      | с  | Вирок ідеальної пари                      | Приговор идеальной пары                    | Федір Іванович, колишній дільничний |
| 2016      | с  | Майор і магія                             | Майор і магія                              | полковник Альберт Полозков          |
| 2016      | ф  | Я з тобою                                 |                                            | професор Кітале                     |
| 2016      | ф  | Століття Якова                            |                                            | Свекор Уляни                        |
| 2017      | ф  | DZIDZIO Контрабас                         |                                            |                                     |
| 2017      | ф  | Тримай біля серця                         |                                            |                                     |
| 2018      | ф  | Таємний щоденник Симона Петлюри           | Таємний щоденник Симона Петлюри            |                                     |
| 2018      | ф  | Шляхетні волоцюги                         | Шляхетні волоцюги                          | Оттон                               |
| 2020      | ф  | Найгірша подруга                          |                                            | Георгій                             |
| 2020      | ф  | Толока                                    |                                            | генерал                             |
| 2022      | ф  | Обмін                                     |                                            | генерал                             |